# Dolf van Kol
Dolf van Kol (Amsterdam, 2 agosto 1902 – Amsterdam, 20 gennaio 1981) è stato un calciatore e allenatore di calcio olandese, di ruolo difensore.

## Carriera
Con la Nazionale olandese prese parte alle Olimpiadi del 1928.

## Palmarès

### Giocatore

#### Club
- Campionato olandese: 2

Ajax: 1930-1931, 1931-1932

### Allenatore
- Coppa dei Paesi Bassi: 1

Ajax: 1942-1943